# Ziya Gökalp

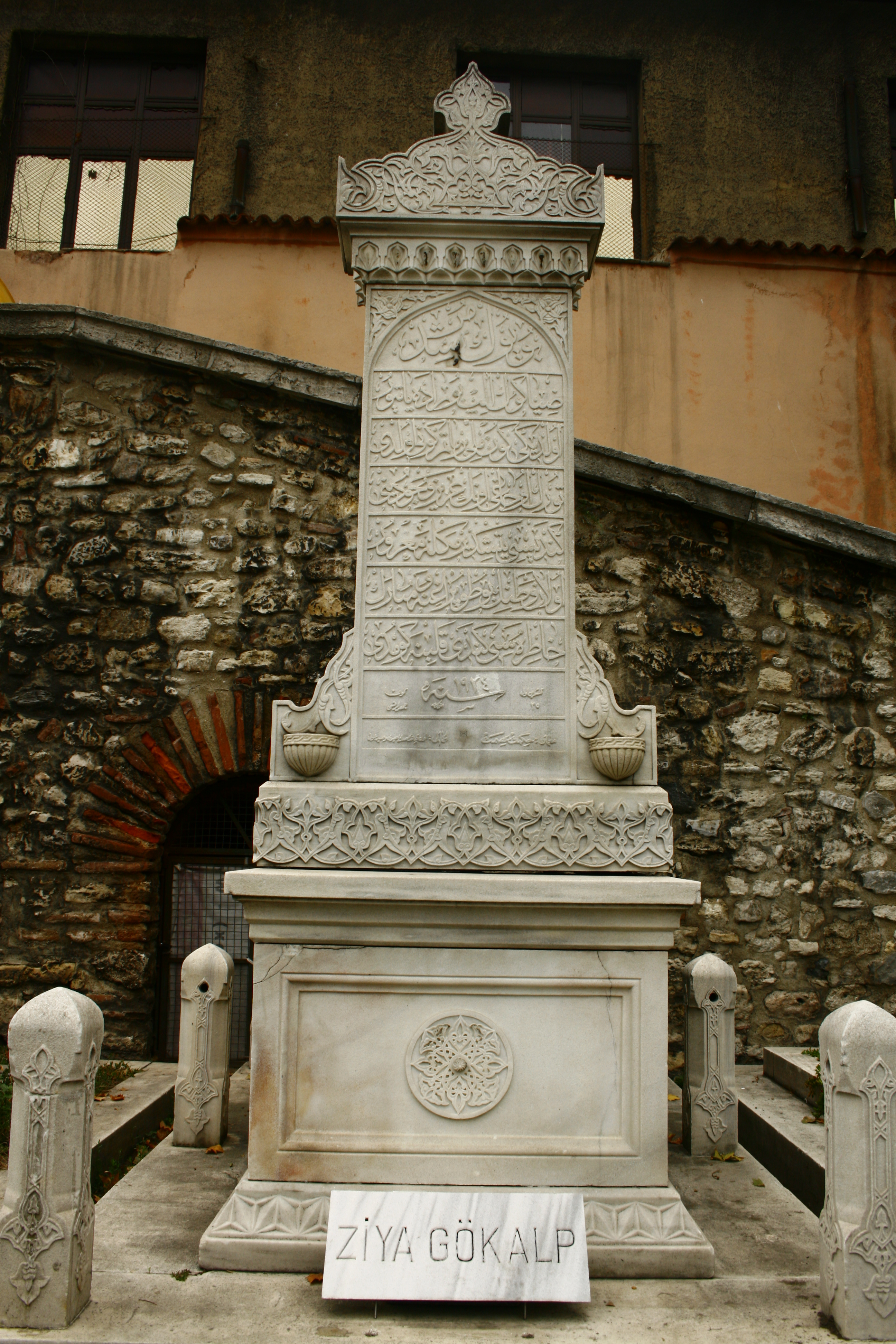
Grobowiec Ziyi Gökalpa w Stambule

Ziya Gökalp (ur. 23 marca 1876, zm. 25 października 1924) – turecki poeta, filozof i socjolog. Piewca Turanu – mitycznej ojczyzny Turków, teoretyk ruchu turkistycznego. Od 1912 roku redaktor pisma „Türk Yurdu”.